# Bualtargletscher
Der Bualtargletscher, auch als Hopargletscher bezeichnet, befindet sich im westlichen Karakorum im pakistanischen Sonderterritorium Gilgit-Baltistan.

## Lage
Der Bualtargletscher hat eine Länge von 23 km. Er strömt in nördlicher Richtung durch den nördlichen Teil der Rakaposhi-Haramosh-Berge. Am südwestlichen Ende des Bualtargletschers ragt der 7266 m hohe Gipfel des Diran empor. Der Gletscher wird im Süden von dem Gebirgskamm, der den Diran im Westen mit dem Miar Chhish I im Osten verbindet, begrenzt. Der Barpugletscher trifft rechtsseitig auf den Bualtargletscher. Dieser mündet nach weiteren 5 km nördlich der Siedlung Hopar Nagar in den Hispar.